# Adrian Daminescu
Adrian Daminescu (n. 2 octombrie 1956, Timișoara) (nume real = Adrian-Constantin Daminescu) este un cântăreț (cu voce caldă, baritonală și ambitus de tenor) și compozitor român.
Este al doilea copil al cuplului Constantin și Aznif-Elisabeta Daminescu: Constantin Daminescu, compozitor și dirijor și mama Aznif Elisabeta Daminescu, născută Ekmekgian – soprană a scenei lirice din acea perioada din Timișoara.

## Discografie
- ●„Best of”, CD în 2008:
- România
- Și m-am îndrăgostit de tine
- Eu te voi iubi
- Flori pentru voi